# Santa Ana (Albacete)
Santa Ana es un barrio rural (pedanía) de Albacete (Castilla-La Mancha, España) situado al suroeste de la capital. En 2023 contaba con 1005 habitantes según el INE. Santa Ana, en realidad, está formada por cuatro cascos urbanos distintos, cercanos y conectados entre sí: Santa Ana de Arriba, Santa Ana de Abajo, el barrio del Milagro y La Penicilina. Desde 2011 Santa Ana de Abajo y La Penicilina han sido unidas mediante el casco urbano.
En documentos medievales, aparece nombrada como Argamasilla de Santa Ana o Santa Ana de la Argamasilla. Tal topónimo está relacionado con otras poblaciones manchegas actuales y desaparecidas (A. de Alba, A. de Calatrava o A. de Pilas Bonas) y con la cercana Argamasón, y se sugiere que pueda hacer referencia a restos de poblamiento antiguos. En este caso, esa teoría está refrendada por las actuales excavaciones arqueológicas, en torno a la ermita de Santa Ana, que corresponderían con los restos de un peculiar monumento funerario romano turriforme, del siglo I d. C. con escasos paralelos en todo el orbe romano.
Es de general conocimiento el famoso dicho "Santa Ana de arriba, Santa Ana de abajo, con el agua que friegan hacen el ajo", cuya primera referencia se encuentra en escritos medievales. 
- Datos: Q9073983